# Fritz König (Mediziner, 1866)

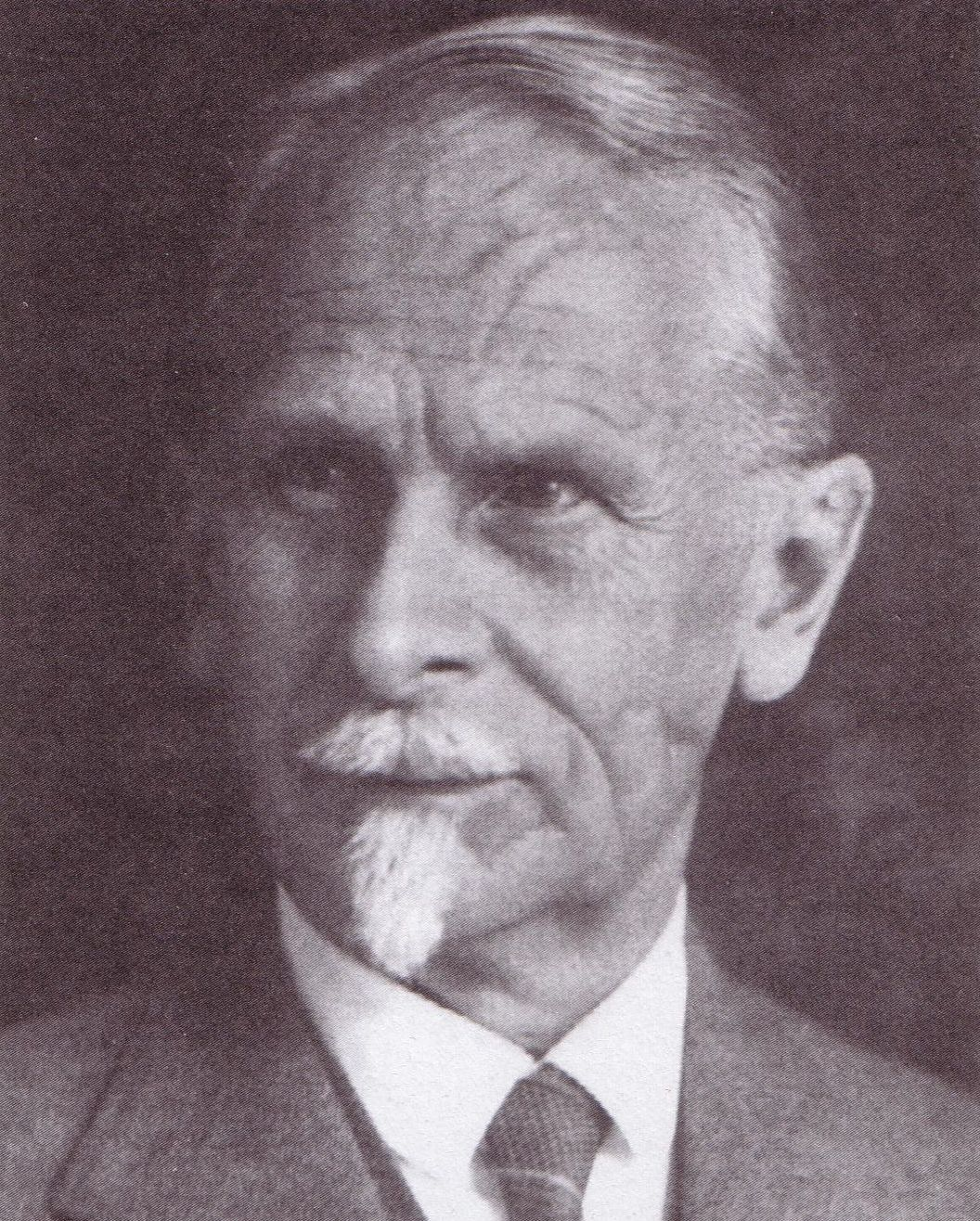
Fritz König, um 1930

Fritz König (* 30. Mai 1866 in Hanau; † 16. August 1952 in Würzburg) war ein deutscher Chirurg und Hochschullehrer in Berlin, Greifswald, Marburg und Würzburg.  Er gilt als Pionier der Osteosynthese (operative Knochenbruchbehandlung) und der Neurochirurgie. Ein weiteres Hauptgebiet Königs war die Karzinomchirurgie. Auch verfasste er etwa 30 Arbeiten zu urologischen Themen.

## Leben
Als zweiter Sohn des renommierten Chirurgen und Lehrstuhlinhabers Franz König (1832–1910) verbrachte der in Hanau geborene Fritz König seine Kindheit in Rostock. Er besuchte die Große Stadtschule Rostock, ein humanistisches Gymnasium. Mit dem Wechsel seines Vaters im Jahr 1875 an die Georg-August-Universität Göttingen erlebte er hier seine weitere Gymnasialzeit. Nach dem Abitur am nachmaligen Max-Planck-Gymnasium (1884) studierte er ab 1884 Medizin an der Philipps-Universität Marburg, der Universität Leipzig und in Göttingen, wo er 1890 „unter den Augen seines Vaters“ zum Doktor der Medizin promoviert wurde und sein Staatsexamen glänzend bestand. Er wurde begeistertes Mitglied des Corps Teutonia Marburg (1885) und des Corps Lusatia Leipzig (1886). Er focht 17 Mensuren und zeichnete sich dreimal als Consenior aus.
Seine Familie hatte gute persönliche Beziehungen zum Kulturpolitiker Friedrich Althoff. Am Göttinger Pathologischen Institut war König zwei Jahre Assistent bei Johannes Orth. Chirurg wurde er 1892 bis 1900 bei dem von ihm hochverehrten Ernst von Bergmann, dem Direktor der Königlichen Chirurgischen Universitätsklinik (Ziegelstraße) in Berlin. Dort war König bereits als Praktikant, Volontär und  Einjährig-Freiwilliger Arzt gewesen. König habilitierte sich 1898 für Chirurgie und wurde Privatdozent und Oberarzt („erster Assistent der Klinik“, deren Poliklinik von seinem Freund Erich Lexer geleitet wurde). In seiner Habilitationsschrift beschreibt König einen neuen operativen Zugang zur Entfernung der Hypophyse.
Im Jar 1899 heiratete er Herma Lexer (1878–1939), die Schwester seines Freundes, Studienkollegen und Berliner Mitassistenten Erich Lexer und Tochter des bekannten Würzburger Altgermanisten Matthias Lexer. Ein 1899 von Althoff unter Vermittlung von Franz König gemachtes Angebot, die Leitung der Chirurgischen Poliklinik der Charité zu übernehmen, lehnte Fritz König ab, um dem Vorwurf des Nepotismus zu entgehen.
Unter Ernennung zum (Titular-)Professor am 22. Oktober 1900 wurde er, nach erfolgloser Bewerbung als Chefarzt in Kassel und Berlin, als Nachfolger von Fedor Krause, der die Chefarztstelle in Berlin erhalten hatte, mit äußerst positivem Empfehlungsschreiben Ernst von Bergmanns vom Mai 1900 am 1. November 1900 Chef („Oberarzt“ bzw. „Oberwundarzt“ genannt) der Chirurgischen Abteilung des städtischen Krankenhauses Altona. Als Direktor der Chirurgischen Klinik beteiligte er sich an der Gründung der Vereinigung Norddeutscher Chirurgen.
Im Jahr 1910 wurde König auf den chirurgischen Lehrstuhl der Königlichen Universität zu Greifswald und zum Direktor der dortigen chirurgischen Klinik berufen. Er stand vor Ferdinand Sauerbruch an erster Stelle auf der Berufungsliste. König wechselte aber bereits elf Monate später als Ordinarius für Chirurgie nach Marburg, wohin er 1911 berufen worden war. Im Ersten Weltkrieg war wer Beratender Chirurg der Armee, Leiter mehrerer Feldlazarette und diente zuletzt als Generaloberarzt. 1915 wurde er zum Geheimen Medizinalrat ernannt.
Im Jahr 1918 wurde er, ernannt vom bayerischen König Ludwig III. am 3. Oktober des Jahres, als Nachfolger des nach Heidelberg berufenen Eugen Enderlen schließlich von der Medizinischen Fakultät auf den chirurgischen Lehrstuhl der Julius-Maximilians-Universität Würzburg berufen und stand somit der Chirurgischen Universitätsklinik, dem Juliusspital, wo zuvor auch sein Lehrer Ernst von Bergmann gewirkt hatte, vor. In Würzburg wohnte der, wie viele seiner im Herbst 1918 gegen die „Spartakisten“ kämpfenden Studenten nationalistisch eingestellte, ehemalige Corpsstudent zunächst im Hotel Kronprinz am Residenzplatz. König leitete das auch von dem Psychiater Konrad Rieger unterstützte Bauprojekt am durch den Ersten Weltkrieg unterbrochenen Neubau des im Stadtteil Grombühl errichteten Luitpoldkrankenhauses, dessen Leitung er (anstelle des dafür vorgesehenen, tödlich verunglückten Dietrich Gerhardt) nach dem im November 1921 erfolgten Umzug der Klinik dorthin als erster Klinikdirektor übernahm und dessen modernisierte Chirurgische Klinik er bis 1934 leitete. König veranlasste den vermögenden Augenarzt Joseph Schneider, eine Straßenbahnlinie von der Innenstadt nach Grombühl zu finanzieren. Im Garten des Luitpoldkrankenhauses steht seit Mai 1935 eine von der Bildhauerin und Professorin Helene Leven-Intze (1872–1968) im Sommer 1934 geschaffene Bronzebüste Königs. Zu seinem 120. Geburtstag (1986) legte der Vorortsprecher des KSCV (Reischel) dort einen Kranz nieder.
Zu den bekanntgewordenen Assistenten der Chirurgischen Klinik unter König gehörten unter anderem Ernst Stahnke, Ernst Seifert und Erich von Redwitz.
Fritz König war 1909 Initiator, Mitbegründer und Tagungspräsident der 3. Tagung 1909 der Vereinigung Nordwestdeutscher Chirurgen. In seiner Marburger Zeit begründete er 1912 mit Ludwig Rehn die Mittelrheinische Chirurgenvereinigung. 1927 und 1931 war er Präsident der 12. und 16. Tagung der Vereinigung der Bayerischen Chirurgen in Würzburg und München. Außerdem wurde er 1928 (wie bereits sein Vater 1893) zum Präsidenten der Deutschen Gesellschaft für Chirurgie gewählt. Erst 1933 Mitglied der Deutschen Gesellschaft für Unfallheilkunde geworden, war er bereits 1934 Vorsitzender der 9. Jahrestagung in Würzburg. Im Herbst 1934 wurde der Geheimrat König emeritiert. Dabei spielten auch politische Gründe eine Rolle. Der chirurgische Lehrstuhl wurde dann bis zum 1. März 1935 von dem Nationalsozialisten Ernst Seifert, der sich 1919 bei König habilitiert hatte, vertreten. Nach seiner Emeritierung war er als Chirurg noch einige Zeit an der Würzburger Theresienklinik tätig.

## Bedeutung
Fritz König war ein Vorkämpfer der, eine Ruhigstellung im Gips bei Knochenbrüchen überflüssig machenden, Osteosynthese in Deutschland. Er suchte dazu bescheiden, aber bestimmt, die Übereinstimmung der Chirurgen für bestimmte Indikationen zur Operation bei Knochenbrüchen zu gewinnen. Dies war in der Ära vor den Antibiotika kein ungefährlicher Weg; denn eine Infektion konnte fatale Folgen haben – bis hin zur Amputation der verletzten Gliedmaße. Entscheidend für die Verhütung dieser Komplikation war strenge Asepsis. Die hatte König bei Ernst von Bergmann, dem „Vater der Asepsis“, gelernt.
König war von 1907 bis 1944 Mitherausgeber der Deutschen Zeitschrift für Chirurgie, 1911 bis 1944 von Bruns' Beiträgen zur klinischen Chirurgie, 1919 bis 1944 des Archivs für Orthopädische und Unfall-Chirurgie und von 1927 bis 1944 der Münchner Medizinischen Wochenschrift.
Schließlich war er ein früher Förderer der Neurochirurgie. Es gelang ihm 1934 an der Universitätsklinik Würzburg, deutschlandweit die erste eigenständige Abteilung für dieses Fachgebiet in seiner Klinik einzurichten und deren Leitung Wilhelm Tönnis zu übertragen, den er bereits 1932 zur Ausbildung nach Stockholm zu Herbert Olivecrona geschickt hatte.

## Ehrungen
- Eisernes Kreuz 2. und 1. Klasse[21]

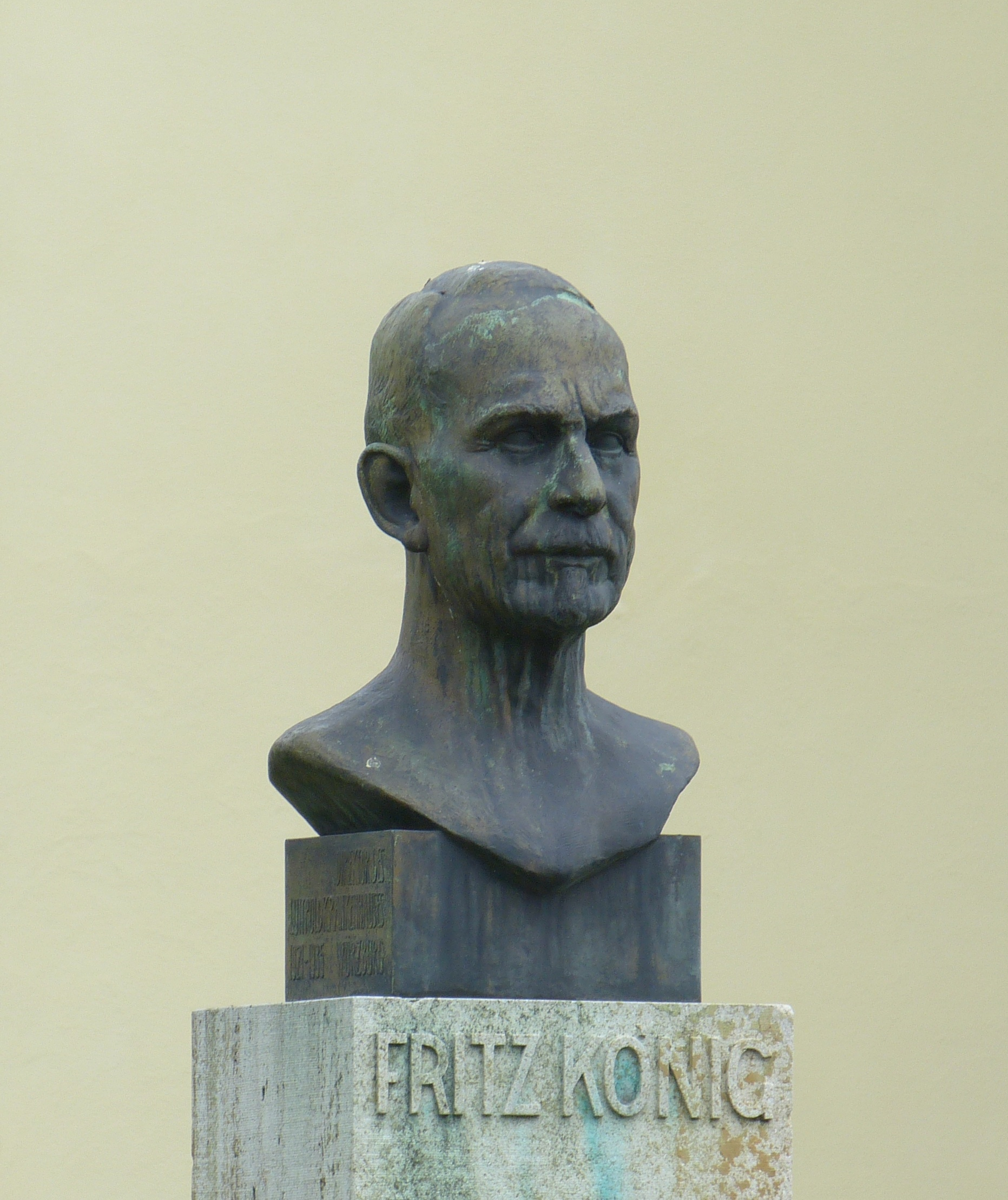
Königs Büste in Würzburg

- Hausorden vom Weißen Falken mit Schwertern[21]
- Ehrenmitglied der Vereinigung Nordwestdeutscher Chirurgen
- Ehrenmitglied der Deutschen Gesellschaft für Chirurgie (1935)
- Ehrenmitglied der Deutschen Gesellschaft für Unfallheilkunde (1934)
- Ehrendoktor der Universität Göttingen, aus Anlass des 50-jährigen Doktorjubiläums (1940)[4][22]
- Ehrensenator der Universität Würzburg (1951)[23]
- Bandverleihung des Corps Moenania Würzburg (1951)[24]

## Veröffentlichungen (Auswahl)
- Zur Totalexstirpation der Hyphophysis cerebri. In: Berliner klinische Wochenschrift. Band 37, 1900, S. 1040. Kurzfassung der Habilitationsschrift.
- mit Theodor Brugsch: Beitrag zur Klinik der Pankreasentzündungen. In: Berliner klinische Wochenschrift. Band 42, 1905, S. 1605–1609. – Ausführlicher Beitrag über Diagnose und erfolgreiche operative Therapie eines Bauchspeicheldrüsenabszesses (August bis Oktober 1905)[25]
- Umführungszange für den Draht oder die Giglisäge bei Knochenoperationen. In: Zentralblatt für Chirurgie. Band 40, 1913, S. 861–862
- Die blutige Reposition (Osteosynthese) bei frischen subkutanen Knochenbrüchen. In: Ergebnisse der Chirurgie und Orthopädie. Band 8, 1914, S. 157–206.
- als Hrsg.: Das staatliche Luitpoldkrankenhaus zu Würzburg. Die ersten fünf Jahre des Vollbetriebes 1921–1926 bezw. 1923–1928. Berlin 1928.
- Grundfragen der Osteosynthese. In: Der Chirurg. Band 1, 1928/1929, S. 97–99.
- Ernst von Bergmann (1836–1907). Erinnerungsblätter eines Assistenten. In: Der Chirurg. Band 1, Heft 25, 1929, S. 1165–1169.
- Knochenschublehre zur Messung der Knochendicke für die Anlegung von Knochenverschraubungen bei der Osteosynthese. In: Der Chirurg. Band 2, 1930, S. 591.
- Operative Chirurgie der Knochenbrüche. Springer, Berlin 1931.
- Etwas von Leib und Seele des Chirurgen, zugleich ein Stück chirurgischer Ethik. In: Deutsche Zeitschrift für Chirurgie. Band 234, 1931, S. 19–30.
- Grundlagen des ärztlichen Handelns. Enke, Stuttgart 1934.
- Die Chirurgie unter Ernst von Bergmann 1882–1907. In: Paul Diepgen, Paul Rostock: Das Universitätsklinikum in Berlin. Seine Ärzte und seine wissenschaftliche Leistung (1810–1933). J. A. Barth, Leipzig 1939.
- Krebsproblem und praktische Chirurgie. Stuttgart 1935; 2. Auflage ebenda 1942.
- mit Georg Magnus (Hrsg.): Handbuch der gesamten Unfallheilkunde. 4 Bände. Stuttgart 1932–1934.
- Fritz König: Erinnerungen, geschrieben 1947–1952. Erlebnisse, Beobachtungen und Gedanken eines Arztes, Chirurgen und Menschen. Hrsg. von Frau König in ca. 100 Exemplaren. 269 Seiten. Würzburg 1952 (Exemplare in der evangelisch-lutherischen Kapitelsbibliothek Würzburg und im Institut für Geschichte der Medizin der Universität Würzburg).